# Kovalevski
Kovalevski [kovalévski] (rusko Ковале́вский, nekdaj Ковале́вски, ukrajinsko Ковалевський, ) (Kovalevska (Ковале́вская)) [kovalévska] je priimek več osebnosti. Izhaja iz zemljepisnih imen, ki imajo osnovo koval (коваль) (poljsko kowal, ukrajinsko коваль, belorusko каваль) – kovač. Možno je tudi, da izvira neposredno iz imena tega poklica, z dodajanjem pripone -ski (-ский, -ький, -скі). Beloruska oblika je Kavalevski (belorusko Кавалеўскі). Poljska oblika je Kowalewski. Angleška oblika je Kovalevsky in redkeje Kovalevskiy.
Sorodni priimki so: Kovalski (Ковальский) (poljska oblika Kowalski), Kovalinski (Ковалинский), Koval (Коваль), Kovaljov (Ковалёв), Kovalik (Ковалик), Kovalenko (Коваленко), Kovaljonok (Ковалёнок), Kovalčuk (Ковальчук), Kovalčik (Ковальчик), Kovalevič (Ковалевич).

## Znani nosilci priimka
- Aleksej Ivanovič Kovalevski (1901–1950), sovjetski generalmajor, oče Inese Kovalevske
- Anton Volodimirovič Kovalevski (rojen 1985), ukrajinski umetnostni drsalec
- Aleksander Onufrievič Kovalevski (1840–1901), ruski zoolog, embriolog, brat Vladimirja Kovalevskega
- Georgij Vladimirovič Kovalevski (1905–1942), ruski botanik, sin Vladimirja Ivanovič Kovalevskega
- Maksim Maksimovič Kovalevski (1851–1916), ruski zgodovinar, odvetnik, sociolog, bratranec Aleksandra in Vladimirja Kovalevskega
- Vladimir Kovalevski
  - Vladimir Antonovič Kovalevski (rojen 1927), ukrajinsko-nemški fizik
  - Vladimir Ivanovič Kovalevski (1848–1943), ruski državnik, znanstvenik, podjetnik
  - Vladimir Onufrievič Kovalevski (1842–1883), ruski paleontolog, brat Aleksandra Kovalevskega, mož Sofje Kovalevske

## Kovalevska
- Inesa Aleksejevna Kovalevska (rojena 1933), ruska režiserka, scenaristka animacij zaustavljenih gibov, multiplikacij, hči Alekseja Kovalevskega
- Jekaterina Valentinovna Kovalevska (rojena 1974), ruska šahistka, velemojstrica, mednarodna mojstrica
- Sofja Vasiljevna Kovalevska (1850–1891), ruska matematičarka, pisateljica, borka za ženske pravice, žena Vladimirja  Onufrieviča Kovalevskega